# Click!
Click! é uma série de histórias em quadrinhos italiana de cunho erótico escrito e ilustrado por Milo Manara. Foi publicado pela primeira vez em 1983 como Il gioco no Playmen italiano e como Déclic em L'Écho des savanes na França. Três sequencias se seguiram, em 1991, 1994 e 2001.

## Sinopse
O primeiro volume apresenta uma mulher atraente, mas sem paixão, a Sra. Claudia Cristiani, que é casada com um homem mais velho, rico. Depois que ela é seqüestrada por um cientista e um dispositivo de controle remoto é cirurgicamente implantado em seu cérebro, sua ativação se faz dela sexualmente insaciável. As três seqüências seguem aproximadamente uma história semelhante.

## Publicação
O primeiro álbum da série foi publicado no Brasil em 1988 pela editora Martins Fontes com o título "O Clic: A rendição do sexo", na coleção Opera Erotica. Em 1991 foi publicada também em Portugal pela mesma editora.
Entre 1995 e 1998 os volumes 1, 2 e 3 da série foram publicados com o título "O Clic" pela editora portuguesa Meribérica, sendo o quarto e último volume lançado apenas em 2002, pela editora ASA.
Entre 2006 e 2009 a série foi reeditada e publicada no Brasil pela Editora Conrad. Em 2010 a editora lançou toda a série encadernada em uma única edição de luxo.

## Adaptações
Il gioco foi base para um filme francês de 1985, chamado Le déclic, dirigido por Jean-Louis Richard, com Florence Guérin e Jean-Pierre Kalfon nos papéis principais.
Uma série americana também surgiu em 2001 pela Alain Siritzky Productions, chamado "The Click", estrelado por John Lazar no papel de Dr. Fez e Gabriella Hall e Jacqueline Lovell em papéis frequentes na série. Esta série tem também a vantagem de conter cenas eróticas em 3-D rotativa. É composto de sete episódios cada um de 90 minutos.